# Flakpanzer I

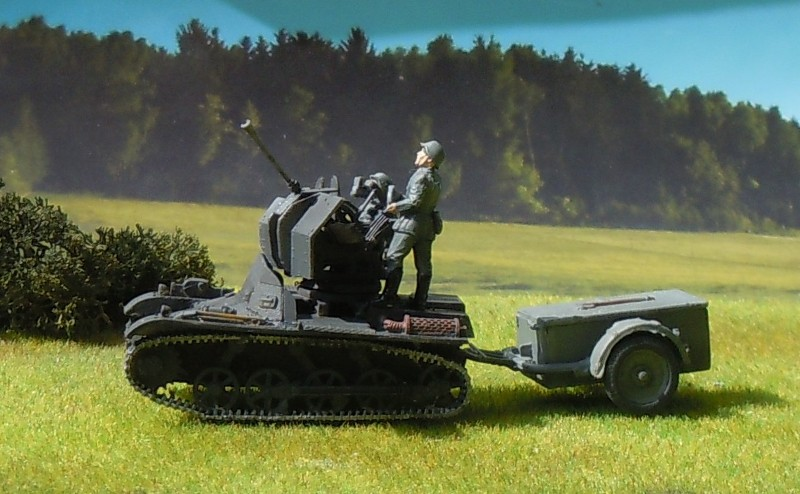
Model van een Flakpanzer I

De Flakpanzer I was een zeldzaam gemotoriseerd luchtafweergeschut, gebaseerd op het chassis van de Panzerkampfwagen I dat werd geproduceerd tijdens de Tweede Wereldoorlog.

## Geschiedenis Flakpanzer I
Het idee voor een gepantserd gemotoriseerd luchtafweergeschut kwam tijdens de Duitse campagne in Frankrijk toen het ongepantserde mobiele luchtafweergeschut niet bestand bleek te zijn tegen het vijandelijke geschut. Toen besloot het Duitse Heereswaffenamt om een licht mobiel luchtafweergeschut te laten maken op het chassis van een tank. Het chassis dat gebruikt zou worden was dat van de Panzer I, omdat dat klaar was. De verbouwing naar het mobiele luchtafweergeschut werd gedaan door het bedrijf Stoewer.